# Torneio de xadrez de Zagreb de 1987
O Torneio de xadrez de Zagreb de 1987 foi um dos três torneios interzonais realizados com o objetivo de selecionar dois jogadores para participar do Torneio de Candidatos de 1989, que foi o Torneio de Candidatos do ciclo 1987-1990 para escolha do desafiante ao título no Campeonato Mundial de Xadrez de 1990. A competição foi realizada na cidade de Zagreb (atual Croácia)  de 1 a 23 de agosto e teve como vencedor Victor Korchnoi.

## Tabela de resultados[1][3]
Os nomes em fundo verde claro indicam os jogadores que participaram do torneio de Candidatos do ano seguinte:
|    |                        | Rating | 1 | 2 | 3 | 4 | 5 | 6 | 7 | 8 | 9 | 10 | 11 | 12 | 13 | 14 | 15 | 16 | 17 | Total | Tie break |
| -- | ---------------------- | ------ | - | - | - | - | - | - | - | - | - | -- | -- | -- | -- | -- | -- | -- | -- | ----- | --------- |
| 1  | SUI Viktor Korchnoi    | 2630   | - | ½ | 1 | 0 | ½ | ½ | 0 | 1 | 1 | 1  | 1  | 1  | ½  | ½  | 1  | ½  | 1  | 11    |           |
| 2  | URS Jaan Ehlvest       | 2540   | ½ | - | ½ | ½ | 1 | 1 | 0 | ½ | 1 | 0  | ½  | 1  | 1  | 1  | 1  | ½  | 0  | 10    | 80.75     |
| 3  | EUA Yasser Seirawan    | 2600   | 0 | ½ | - | 1 | ½ | ½ | 1 | 0 | 0 | 1  | 1  | 1  | ½  | 0  | 1  | 1  | 1  | 10    | 73.50     |
| 4  | CUB Jesus Nogueiras    | 2555   | 1 | ½ | 0 | - | 1 | ½ | ½ | ½ | ½ | ½  | ½  | 0  | ½  | ½  | 1  | 1  | 1  | 9½    | 71.00     |
| 5  | YUG Predrag Nikolić    | 2620   | ½ | 0 | ½ | 0 | - | ½ | 0 | ½ | 1 | ½  | 1  | ½  | 1  | 1  | ½  | 1  | 1  | 9½    | 67.50     |
| 6  | PER Julio Granda       | 2525   | ½ | 0 | ½ | ½ | ½ | - | ½ | ½ | ½ | ½  | ½  | 0  | 1  | 1  | 1  | 1  | 1  | 9½    | 67.50     |
| 7  | PHI Eugenio Torre      | 2540   | 1 | 1 | 0 | ½ | 1 | ½ | - | ½ | 0 | 1  | ½  | ½  | 0  | 0  | 1  | ½  | 1  | 9     |           |
| 8  | URS \|Lev Polugaevsky  | 2595   | 0 | ½ | 1 | ½ | ½ | ½ | ½ | - | ½ | ½  | 1  | ½  | ½  | ½  | 0  | ½  | 1  | 8½    | 65.25     |
| 9  | URS \|Vereslav Eingorn | 2575   | 0 | 0 | 1 | ½ | 0 | ½ | 1 | ½ | - | ½  | 0  | 1  | 1  | ½  | 0  | 1  | 1  | 8½    | 61.25     |
| 10 | ISR Yehuda Gruenfeld   | 2545   | 0 | 1 | 0 | ½ | ½ | ½ | 0 | ½ | ½ | -  | 0  | 1  | ½  | ½  | 1  | 1  | 1  | 8½    | 59.50     |
| 11 | HUN József Pintér      | 2575   | 0 | ½ | 0 | ½ | 0 | ½ | ½ | 0 | 1 | 1  | -  | 1  | 0  | ½  | 1  | 1  | 1  | 8½    | 59.25     |
| 12 | YUG Krunoslav Hulak    | 2495   | 0 | 0 | 0 | 1 | ½ | 1 | ½ | ½ | 0 | 0  | 0  | -  | ½  | 1  | ½  | 1  | 1  | 7½    |           |
| 13 | BUL Ventzislav Inkiov  | 2485   | ½ | 0 | ½ | ½ | 0 | 0 | 1 | ½ | 0 | ½  | 1  | ½  | -  | ½  | ½  | ½  | ½  | 7     |           |
| 14 | ENG Tony Miles         | 2585   | ½ | 0 | 1 | ½ | 0 | 0 | 1 | ½ | ½ | ½  | ½  | 0  | ½  | -  | 0  | 0  | 1  | 6½    |           |
| 15 | YUG Dragan Barlov      | 2555   | 0 | 0 | 0 | 0 | ½ | 0 | 0 | 1 | 1 | 0  | 0  | ½  | ½  | 1  | -  | ½  | 1  | 6     |           |
| 16 | GDR Jörg Hickl         | 2455   | ½ | ½ | 0 | 0 | 0 | 0 | ½ | ½ | 0 | 0  | 0  | 0  | ½  | 1  | ½  | -  | 1  | 5     |           |
| 17 | CAN Fletcher Baragar   | 2320   | 0 | 1 | 0 | 0 | 0 | 0 | 0 | 0 | 0 | 0  | 0  | 0  | ½  | 0  | 0  | 0  | -  | 1½    |           |